# Catherine Chabaud
Catherine Chabaud é uma jornalista e política francesa eleita membro do Parlamento Europeu em 2019.
Em 1997, Chabaud tornou-se na primeira mulher a concluir a corrida de iates Vendee Globe, numa corrida sem parar ao redor do mundo, terminando em 6º na 3ª edição. Ela é a única mulher a ter comandado a entrada vencedora no tempo corrigido na Corrida Fastnet, em 1999.
Desde que se tornou membro do Parlamento Europeu, Chabaud tem participado na Comissão do Desenvolvimento. Para além das suas atribuições nas comissões, faz parte do Intergrupo do Parlamento Europeu para os Mares, Rios, Ilhas e Zonas Costeiras e do Grupo dos Deputados Contra o Cancro.